# David Hennessy, 3. Baron Windlesham
David James George Hennessy, 3. Baron Windlesham und Baron Hennessy CVO, PC, FBA (* 28. Januar 1932 in London; † 21. Dezember 2010 ebenda) war ein britischer Politiker der Conservative Party und Fernsehproduzent.

## Leben und Karriere
Hennessy wurde am 28. Januar 1932 als Sohn von James Hennessy, 2. Baron Windlesham, einem Brigadier, und Angela Duggan geboren. Er hatte drei Schwestern. Hennessy stammte aus einer katholischen irischen Familie; Teile der weitverzweigten Familie waren im 18. Jahrhundert nach Frankreich ausgewandert und durch die Produktion von Cognac zu Reichtum gekommen. Hennessy besuchte das Ampleforth College in North Yorkshire und das Trinity College der University of Oxford, an der er 1957 mit einem Master of Arts in Jura (Law) abschloss. Seine späteren Tätigkeitsschwerpunkte waren Strafrecht und Kriminologie. Seinen Militärdienst leistete er bei den Grenadier Guards im Regiment seines Vaters, mit denen er in Tripolis stationiert war.
1957 trat er in die Werbeabteilung des Fernsehsenders Associated-Rediffusion ein. Bereits nach wenigen Monaten war er an der Entwicklung von eigenen Fernsehsendungen beteiligt; unter anderem arbeitete er für die Sendereihe This Week. Er wurde zum Programmdirektor (Chief Programme Executive) befördert. 1965 wurde er Generaldirektor (General Manager). Im folgenden Jahr war er Executive Producer der BBC und ITV bei Anthony de Lotbinieres Weihnachtssendung (Christmas Day Special), die erstmals das Innere des Buckingham Palace und fünf weiterer königlicher Häuser zeigte. Von 1967 bis 1970 war Hennessy Generaldirektor (Managing Director) bei Grampian Television.
Im Oktober 1974, nach seinem Rückzug aus der vordersten Reihe der Politik, kehrte Hennessy zum Fernsehen zurück und wurde Joint Managing Director bei Associated Television (ATV). Hennessy setzte sich besonders für die Pressefreiheit ein und wandte sich gegen staatliche und private Einflussnahme im Bereich des Rundfunks und des Fernsehens. 1977 hatte er deshalb eine Auseinandersetzung mit dem Nahrungsmittelunternehmen Tate & Lyle, als dieses versuchte, eine Dokumentation von ATV über die Aktivitäten des Unternehmens in Südafrika zu verhindern. Er verteidigte auch, trotz diplomatischer Missstimmigkeiten, die Ausstrahlung einer Dokumentation mit dem Titel Death of a Princess, in der die Hinrichtung eines jungen Mitglieds der saudischen Elite aufgrund ihres westlichen Lebensstils dargestellt wurde.
Unternehmenspolitisch setzte sich Hennessy Anfang der 1980er Jahre für den Erhalt der Midlands-Filiale (ATV Midlands) ein; dies jedoch unter dem hohen Preis eines Verkaufs von 49 % der Firmenanteile, einer Verlagerung der Produktion nach Birmingham und Nottingham und der Schaffung getrennter Geschäftsleitungen.
1982 verließ Hennessy ATV’s Midlands Operation, nachdem Central TV im Januar 1982 den Sendebetrieb aufgenommen hatte. Er gehörte nach der Unternehmensübernahme durch den Medienunternehmer Robert Holmes à Court noch kurzzeitig dem Board of Directors von ATV Network an, übernahm dann jedoch noch im selben Jahr den Vorsitz des Parole Board for England and Wales.
1989 leitete Hennessy gemeinsam mit dem Kronanwalt und Rechtsanwalt für Verleumdungsklagen Richard Rampton eine offizielle Untersuchung über eine Dokumentation von Thames Television. Die Dokumentation Death on the Rock untersuchte und zeichnete die Todesumstände von drei Mitgliedern der IRA nach, die im März 1989 von Angehörigen des Special Air Service auf Gibraltar erschossen worden waren. Die Dokumentation kam zu dem Ergebnis, dass die IRA-Angehörigen möglicherweise, aufgrund falscher Einschätzung der Sachlage, zu Unrecht erschossen worden waren. In seinem Abschlussbericht bestätigte Hennessy nach einer dreimonatigen Untersuchung, entgegen der Auffassung des Foreign Office und des britischen Verteidigungsministeriums, weitgehend die Darstellung der Dokumentation, woraufhin die Regierung unter der Führung von Margaret Thatcher zur Gegenoffensive überging. Thatcher, die im Vorfeld in Bezug auf die Dokumentation von einem „Gerichtsverfahren via Fernsehen“ gesprochen hatte, ließ ein 17-seitiges Dossier als Widerlegung herausgeben. Geoffrey Howe bezweifelte die Unparteilichkeit von Hennessy.
Hennessy kandidierte jeweils zweimal sowohl für den Vorsitz der BBC als auch der Independent Broadcasting Authority. Ende der 1970er/Anfang der 1980er Jahre hatte er mehrere Angebote Thatchers zur Rückkehr in die Politik abgelehnt. Auch das Angebot, EU-Kommissar zu werden, wies er zurück, um weiter im Fernsehgeschäft tätig zu bleiben.
Hennessy verfasste mehrere Bücher, die sich mit den Themen Rundfunkfreiheit, Pressefreiheit und dem Spannungsverhältnis von Politik, Wirtschaft und Presse befassten. Außerdem veröffentlichte er Bücher zu seinen juristischen Fachgebieten, insbesondere zum Strafvollzug und zur Kriminologie.

## Politische Karriere
David Hennessy war von 1958 bis 1962 Mitglied (Councillor) im Westminster City Council. 1959 wurde er Vorsitzender (Chairman) der Bow Group; dieses Amt übte er 1959/1960 und von 1962 bis 1963 aus. 1959 trat er erfolglos für die Conservative Party für den Wahlkreis Tottenham an.
Nachdem die Tories 1970 die Unterhauswahl gewonnen hatten, ernannte Edward Heath Hennessy zum Staatsminister im Home Office unter Reginald Maudling. Als Staatsminister legte Hennessy die Tatsache offen, dass ausgewählte Vollzugsbeamte, die in der Jugendstrafanstalt Borstal eingesetzt waren, während ihrer Ausbildung Schusswaffentraining durch Ausbilder der Britischen Streitkräfte erhielten; die Reaktionen darauf waren kontrovers. Auch wandte er sich gegen ein Gesetz, welches es Amerikanern gestattete, sich dem Militäreinsatz in Vietnam zu entziehen, in dem sie Zuflucht in Großbritannien suchten.
Im März 1972, nachdem Heath das Regionalparlament in Nordirland (Stormont) aufgelöst und das Northern Ireland Office (NIO) installiert hatte, ernannte er Hennessy und Paul Channon zu Staatsministern im Northern Ireland Office; Hennessy war damit der erste Katholik, der ein Ministeramt in Nordirland innehatte. Im September 1972 nahm er an der Konferenz von Darlington teil, welche politische Optionen für Nordirland auszuloten versuchte. 1973 erklärte er: „Wir haben die IRA besiegt.“ Im Mai 1973 Jahres brachte Hennessy den Gesetzentwurf für die Northern Ireland Assembly innerhalb von 90 Minuten durch alle Instanzen des House of Lords.
Im Juni 1973 wurde Hennessy Mitglied im Kabinett und im Privy Council. Er wurde Lord Privy Seal und war der jüngste Leader of the House of Lords überhaupt. Er übernahm die Verantwortung für den Öffentlichen Dienst und für die Zusammenarbeit mit gemeinnützigen Organisationen. Als sich die Energiekrise verschärfte, übertrug ihm Heath die Verantwortung für das Presse- und Informationsamt der Regierung.

## Mitgliedschaft im House of Lords
Nach dem Tod seines Vaters, James Hennessy, 2. Baron Windlesham, der bei einem Flugzeugabsturz ums Leben kam, erbte er dessen Titel und den damit verbundenen Sitz im House of Lords. Seine Antrittsrede hielt er am 28. März 1963. Er war von Beginn an dort aktiv.
Während der Opposition der Tories gehörte er zu den führenden Sprechern der Opposition auf den Gebieten Sozialwesen und Technologie. Er war Mitglied einer Gruppe von Parlamentariern, die sich gegen die Verstaatlichung der Stahlindustrie wandten, und trat gegen einen Gesetzentwurf von Barbara Castle zum Transportwesen ein. 1969 brachte er einen Gesetzentwurf ein, um Eingriffe in die Privatsphäre durch die missbräuliche Verwendung von gespeicherten Computerdaten zu verhindern. Dabei arbeitete er mit dem National Council for Civil Liberties zusammen.
Nach der Unterhauswahl im Februar 1974 war er von Februar 1974 bis Oktober 1974 Schattenvorsitzender des House of Lords (Shadow Leader of the Lords). Er war Mitglied des Radcliffe Committee, das neue Richtlinien für die Vorabkontrolle und Veröffentlichung von Memoiren von Ministern erarbeitete, und Mitglied eines Gremiums zur Überprüfung der Verfahrensabläufe des House of Lords.
Er gehörte 1988/1989 dem Sonderausschuss des House of Lords an, der die Aussetzung der obligatorischen lebenslänglichen Freiheitsstrafe bei Mord empfahl (Select Committee on Murder and Life Imprisonment). Die Justizpolitik von Michael Howard lehnte er ab.
1993 war er Mitglied im Committee on the Penalty for Homicide unter der Führung des Lord Chief Justice Geoffrey Lane.
Durch den House of Lords Act 1999 verlor er das traditionelle Recht, im Oberhaus zu sitzen, woraufhin er zum Life Peer als Baron Hennessy, of Windlesham in the County of Surrey, ernannt wurde.
Zum letzten Mal meldete er sich am 18. Oktober 2005 zu Wort. An einer Abstimmung nahm er zuletzt am 17. November 2008 teil.

## Weitere Ämter und Ehrungen
1977 war er stellvertretender Vorsitzender (Deputy Chairman) des Queen’s Silver Jubilee Appeal. Er war Vorsitzender (Chairman) des Oxford Preservation Trust (1979–1989) und ebenso bei der Oxford Society (1985–1988). 1981 wurde er Treuhänder des British Museum und übernahm dort die Verantwortung für die Sammlungen prähistorischer und romano-britischer Antiquitäten. Als 1986 Burke Trend starb, wurde Hennessy Vorsitzender (Chairman). Den Vorsitz führte er bis 1996. 1989 wurde er zum Leiter des Brasenose College gewählt und blieb dies bis 1992.
1982 wurde er von William Whitelaw zum Vorsitzenden des Parole Board for England and Wales ernannt; dieses Amt übte er bis 1988 aus. Hennessy setzte sich insbesondere für die Anwendung von Bewährungsstrafen und für Resozialisierung ein. Hennessy war für seine liberale Haltung bekannt; er lehnte jedoch eine vorzeitige Haftentlassung der Serienmörderin Myra Hindley ab. Er gehörte später, zusammen mit Douglas Hurd, auch dem Prison Reform Trust an.
Von der Regierung ernannt, fungierte er zeitweise (1981–1989) auch als unabhängiger Direktor der Zeitung The Observer. Er war Direktor (Governor) der Ditchley Foundation, Ehrenamtlicher Beisitzer (Honorary Bencher) bei der Rechtsanwaltskammer Inner Temple und Ehrenmitglied (Honorary Fellow) der British Academy (2005).
1981 wurde er mit dem Royal Victorian Order (CVO) ausgezeichnet. Er wurde 1995 mit einem Ehrendoktortitel Doctor of Letters (DLitt) für seine Schriften zur Kriminologie, insbesondere dem vierbändigen Werk Responses to Crime, ausgezeichnet. 1992 wurde er zum Honorary Fellow des Trinity College ernannt. Er war auch Visiting Fellow des All Souls College (1986). Er war Gastprofessor an der Princeton University (1997, 2002/2003), wo er zu den Themen Strafvollzug und Kriminologie (Criminal Justice Policy) lehrte, sowie an verschiedenen anderen Institutionen. 2003 erhielt er den Verdienstorden der Italienischen Republik (Commendatore).

## Familie und Tod
Hennessy heiratete 1965 die Modejournalistin Prudence Glynn, die 1986 starb. Zuvor hatten sie sich 1983 scheiden lassen. Zusammen haben sie eine Tochter und einen Sohn, der seinen Titel erbte.
Hennessy starb am 21. Dezember 2010 im Alter von 78 Jahren.

## Veröffentlichungen
- Communications and Political Power, Jonathan Cape, 1966, ISBN 978-0224610896
- Politics in Practice, Jonathan Cape, 1975, ISBN 978-0224011273
- Broadcasting In A Free Society, Blackwell Publishers, 1980, ISBN 978-0631113713
- Responses to Crime: volume 1, Clarendon Press, 1987, ISBN 978-0198255833
- The Windlesham/Rampton Report, Faber and Faber, 1989, ISBN 978-0571141500
- Responses to Crime: Volume 2: Penal Policy in the Making: 002, Clarendon Press, 1993, ISBN 978-0198254164
- Responses to Crime: Legislating With the Tide: 003, Clarendon Press, 1996, ISBN 978-0198262404
- Politics, Punishment and Populism, Oxford Univ. Press, 1998, ISBN 978-0195115307
- Responses to Crime: Dispensing Justice Volume 4: 004, Clarendon Press, 2001, ISBN 978-0198298441